# AutoCAD
AutoCAD es un software de diseño asistido por computadora utilizado para dibujo 2D y modelado 3D. Actualmente es desarrollado y comercializado por la empresa Autodesk. El nombre AutoCAD surge como creación de la compañía Autodesk, donde Auto hace referencia a la empresa y CAD a diseño asistido por computadora (por sus siglas en inglés Computer-Aided Design), teniendo su primera aparición en 1982 y la última versión es la v6.5.0.
AutoCAD es un software reconocido a nivel internacional por sus amplias capacidades de edición, que hacen posible el dibujo digital de planos de edificios, maquinaria, entre otros, o la recreación de imágenes en 3D a partir de dibujos 3D.
Es uno de los programas más usados por arquitectos, ingenieros, diseñadores industriales y otros usuarios.
Además de acceder a comandos desde la solicitud de comando y las interfaces de menús, AutoCAD proporciona interfaces de programación de aplicaciones (API) que se pueden utilizar para determinar los dibujos y las bases de datos. 
Las interfaces de programación que admite AutoCAD son ActiveX Automation, VBA (Visual Basic® for Applications), AutoLISP, Visual LISP, ObjectARX y.NET. El tipo de interfaz que se utilice dependerá de las necesidades de la aplicación y de la experiencia en programación de cada usuario.

## Introducción
AutoCAD se derivó de un programa que comenzó en 1977 y luego se lanzó en 1979 9 llamado Interact CAD, también conocido en los primeros documentos de Autodesk como MicroCAD, que fue escrito antes de Autodesk (entonces Marinchip Software Partners) por el cofundador de Autodesk Michael Riddle.
La primera versión de Autodesk se demostró en el COMDEX de 1982 y se lanzó en diciembre para computadoras CP/M-80 compatibles con AutoCAD. Como producto estrella de Autodesk, en marzo de 1986 AutoCAD se había convertido en el programa CAD más ubicuo en todo el mundo. El lanzamiento de 2020 marcó el 34º lanzamiento principal de AutoCAD para Windows. El lanzamiento de 2019 marcó el noveno año consecutivo de AutoCAD para macOS. El formato de archivo nativo de AutoCAD es .dwg. Esto y, en menor medida, su formato de archivo de intercambio DXF, se han convertido en estándares de facto, aunque patentados, para la interoperabilidad de datos CAD, particularmente para el intercambio de dibujos 2D. AutoCAD ha incluido soporte para.dwf, un formato desarrollado y promovido por Autodesk, para publicar datos CAD.

## Funciones

### Compatibilidad con otro software
ESRI ArcMap 10 permite la exportación como archivos de dibujo de AutoCAD. Civil 3D permite la exportación como objetos de AutoCAD y LandXML. Existen convertidores de archivos de terceros para los formatos específicos, como Bentley MX GENIO Extensión, Extensión PISTE (Francia), ISYBAU (Alemania), OKSTRA y Microdrain (Reino Unido); también, la conversión de archivos.pdf es factible, sin embargo, la precisión de los resultados puede ser impredecible o distorsionada. Por ejemplo, pueden aparecer bordes dentados. Varios proveedores ofrecen conversiones en línea de forma gratuita, como Cometdocs.

### Idioma
AutoCAD y AutoCAD LT están disponibles para inglés, alemán, francés, italiano, español, japonés, coreano, chino simplificado, chino tradicional, portugués brasileño, ruso, checo, polaco y húngaro (también a través de paquetes de idiomas adicionales).
El alcance de la localización varía desde la traducción completa del producto hasta la documentación únicamente. El conjunto de comandos de AutoCAD se localiza como parte de la localización del software.

### Extensiones
AutoCAD admite una serie de API para personalización y automatización. Estos incluyen AutoLISP, Visual LISP, VBA,.NET y ObjectARX. ObjectARX es una biblioteca de clases de C++, que también fue la base para:
- productos que amplían la funcionalidad de AutoCAD a campos específicos
- creación de productos como AutoCAD Architecture, AutoCAD Electrical, AutoCAD Civil 3D
- aplicaciones de terceros basadas en AutoCAD

Hay una gran cantidad de complementos de AutoCAD (aplicaciones complementarias) disponibles en la tienda de aplicaciones Autodesk Exchange Apps. DXF de AutoCAD, formato standar, sin derechos de autor, de intercambio de dibujos que permite importar y exportar la información del dibujo.

### Integración vertical
Autodesk también ha desarrollado algunos programas para mejoras de disciplinas específicas, como:
- AutoCAD Advance Steel
- AutoCAD Architecture
- AutoCAD Electrical
- AutoCAD ecscad
- AutoCAD Map 3D
- AutoCAD Mech
- AutoCAD MEP
- AutoCAD Structural Detailing
- AutoCAD Utility Design
- AutoCAD P&ID
- AutoCAD Plant 3D
- Autodesk Civil 3D

Desde AutoCAD 2019, varias verticales se incluyen con la suscripción de AutoCAD como conjunto de herramientas específico de la industria.
Por ejemplo, AutoCAD Architecture (anteriormente Architectural Desktop) permite a los diseñadores de arquitectura dibujar objetos 3D como paredes, puertas y ventanas, con datos más inteligentes asociados a ellos en lugar de objetos simples, como líneas y círculos. Los datos pueden programarse para representar productos arquitectónicos específicos vendidos en la industria de la construcción, o extraerse en un archivo de datos para precios, estimación de materiales y otros valores relacionados con los objetos representados.
Las herramientas adicionales generan dibujos 2D estándar, como elevaciones y secciones, a partir de un modelo arquitectónico 3D. Del mismo modo, Civil Design, Civil Design 3D y Civil Design Professional admiten objetos específicos de datos que facilitan los cálculos y representaciones de ingeniería civil estándar.
Softdesk Civil fue desarrollado como un complemento de AutoCAD por una empresa en New Hampshire llamada Softdesk (originalmente DCA). Softdesk fue adquirido por Autodesk, y Civil se convirtió en Land Development Desktop (LDD), más tarde rebautizado como Land Desktop. Posteriormente se desarrolló Civil 3D y se retiró Land Desktop.

## Variantes

### AutoCAD LT
AutoCAD LT es la versión de menor costo de AutoCAD, con capacidades reducidas, lanzada por primera vez en noviembre de 1993. Autodesk desarrolló AutoCAD LT para tener un paquete CAD de nivel de entrada para competir en el nivel de precio más bajo. Con un precio de 495 dólares, se convirtió en el primer producto de AutoCAD con un precio inferior a los 1000 dólares. Fue vendido directamente por Autodesk y en tiendas de informática, a diferencia de la versión completa de AutoCAD, que debe adquirirse en los distribuidores oficiales de Autodesk. AutoCAD LT 2015 introdujo la suscripción de escritorio desde $360 por año; A partir de 2018, estaban disponibles tres planes de suscripción, desde $50 al mes hasta una licencia de $1170 por 3 años.
Si bien existen cientos de pequeñas diferencias entre el paquete completo de AutoCAD y AutoCAD LT, existen algunas diferencias importantes reconocidas en las características del software:
- Capacidades 3D: AutoCAD LT carece de la capacidad de crear, visualizar y renderizar modelos 3D, así como la impresión 3D.
- Licencias de red: AutoCAD LT no se puede utilizar en varias máquinas en una red.
- Personalización: AutoCAD LT no admite la personalización con LISP, ARX,.NET y VBA.
- Capacidades de administración y automatización con Sheet Set Manager y Action Recorder.
- Herramientas de gestión de estándares CAD.

### AutoCAD Mobile y AutoCAD Web
AutoCAD Mobile y AutoCAD Web (anteriormente AutoCAD WS y AutoCAD 360) es una aplicación web y móvil basada en cuentas que permite a los usuarios registrados ver, editar y compartir archivos de AutoCAD a través de dispositivos móviles y web utilizando una función limitada de AutoCAD y usando archivos de dibujo almacenados en la nube. El programa, que es una evolución y combinación de productos anteriores, utiliza un modelo de negocio freemium con un plan gratuito y dos niveles de pago, que incluyen varias cantidades de almacenamiento, herramientas y acceso en línea a dibujos. 360 incluye nuevas funciones como el modo "Smart Pen" y la vinculación al almacenamiento de terceros basado en la nube, como Dropbox. AutoCAD Web, que ha evolucionado a partir del software basado en Flash, utiliza tecnología HTML5 disponible en los navegadores más nuevos, incluidos Firefox y Google Chrome.
AutoCAD WS comenzó con una versión para iPhone y posteriormente se expandió para incluir versiones para iPod Touch, iPad, teléfonos y tabletas Android. Autodesk lanzó la versión de iOS en septiembre de 2010, siguiendo con la versión de Android el 20 de abril de 2011. El programa está disponible mediante descarga sin costo desde la App Store (iOS), Google Play (Android) y Amazon Appstore (Android).
En su versión inicial de iOS, AutoCAD WS admitía el dibujo de líneas, círculos y otras formas; creación de cuadros de texto y comentarios; y gestión de colores, capas y medidas, tanto en modo horizontal como vertical. La versión 1.3, lanzada el 17 de agosto de 2011, agregó soporte para escritura de unidades, visibilidad de capas, medición de áreas y administración de archivos. La variante de Android incluye el conjunto de características de iOS junto con características únicas como la capacidad de insertar texto o subtítulos mediante comandos de voz, así como manualmente. Tanto las versiones de Android como de iOS permiten al usuario guardar archivos en línea o fuera de línea en ausencia de una conexión a Internet.
En 2011, Autodesk anunció planes para migrar la mayoría de su software a "la nube", comenzando con la aplicación móvil AutoCAD WS.
Según una entrevista de 2013 con Ilai Rotbaein, gerente de productos de AutoCAD WS para Autodesk, el nombre AutoCAD WS no tenía un significado definitivo y se interpretó de diversas formas como Autodesk Web Service, White Sheet o Work Space. En 2013, AutoCAD WS pasó a llamarse AutoCAD 360. Más tarde, se le cambió el nombre a AutoCAD Web App.

### Versiones para estudiantes
AutoCAD tiene licencia gratuita para estudiantes, educadores e instituciones educativas, con una licencia renovable de 12 meses disponible. Las licencias adquiridas antes del 25 de marzo de 2020 fueron una licencia de 36 meses, con su última renovación el 24 de marzo de 2020. La versión para estudiantes de AutoCAD es funcionalmente idéntica a la versión comercial completa, con una excepción: los archivos DWG creados o editados por una versión para estudiantes tienen un bit-flag interno establecido (el "indicador educativo"). Cuando un archivo DWG de este tipo se imprime con cualquier versión de AutoCAD (comercial o para estudiantes) anterior a AutoCAD 2014 SP1 o AutoCAD 2019 y posterior, la salida incluye un sello de trazado / pancarta en los cuatro lados. Los objetos creados en la versión para estudiantes no se pueden utilizar para uso comercial. Los objetos de la versión para estudiantes "infectan" un archivo DWG de versión comercial si se importan en versiones anteriores a AutoCAD 2015 o posteriores a AutoCAD 2018.